# 鬬祁
鬬祁（？—？），芈姓，鬬氏，名祁，春秋时期楚国的令尹。

## 生平
前690年，楚武王率軍攻打隨國，中途病死。令尹鬬祁、莫敖屈重秘不發喪，到隨國訂立盟約後，再回從容回師楚國。